# Эгиа, Франсиско де
Франсиско Рамон де Эгиа и Лопес де Летона, 1-й граф дель Реал Апресио (исп. Francisco Ramón de Eguía y López de Letona, I  conde del Real Aprecio; 5 марта 1750 или 1750, Дуранго, Страна Басков — 6 января 1827 или 1827, Мадрид) — испанский военный и государственный деятель, генерал-капитан (фельдмаршал; 1823).

## Биография
Родился в 1750 году в Дуранго, провинция Бискайя. В 1767 году поступил на военную службу. В 1775 году участвовал в неудачной экспедиции в Алжир, организованной королём Испании Карлом III для борьбы с берберскими пиратами. Во время Война за независимость США, в ходе которой американцев против англичан поддерживали Франция и Испания, участвовал в осаде и взятии Пенсаколы, по результатам которой испанцы смогли установить свой контроль над значительной частью Флориды.
В 1792 году Эгиа был произведён в полковники, в 1793 году — в бригадные генералы. Участвовал в боевых действиях на Пиренеях против революционной Франции и в испано-португальской (так называемой «Апельсиновой» войне). В 1802 году был повышен до генерал-лейтенанта.
Участие Эгиа в Пиренейской войне (спровоцированной вторжением Наполеона в Испанию) в качестве одного из лидеров испанского сопротивления (герильясов) было очень заметным, но достаточно неудачным. В разные годы Эгиа был военным министром Центральной хунты, организованной для борьбы с французами, командовал армией герильясов Эстремадуры и армией Центра. Он был известен, как роялист и крайний консерватор; в качестве депутата от Бискайи на Кадисских кортесах до последнего сопротивлялся подписанию Кадисской конституции .
К концу Пиренейской войны Эгиа был крайне непопулярен. Британцы, сражавшиеся против Франции вместе с испанцами, были крайне невысокого мнения о его полководческих способностях. Большинство герильясов тоже были недовольны генералом Эгиа, который был подчеркнуто старомоден и не обладал талантами военачальника.
Однако, консервативный король Фердинанд VII, почти сразу же после своего возвращения в Испанию (1814) возвысил генерала Эгиа, как противника Кадисской конституции, и приблизил его к себе. В королевском правительстве Эгиа в 1810—19 годах трижды занимал должность военного министра (с большими перерывами), причём в этом качестве его имя оказалось связано с репрессиями против сторонников Франции — хосефинос. Как и министр иностранных дел Хосе Гарсия Писарро, Эгиа в своей политике ориентировался более на Россию, чем на Великобританию. Крайне неудачная сделка по покупке за большие деньги русских военных кораблей плохого качества еще больше снизила репутацию как Эгии, так и Писарро.
После этого Эгиа под благовидным предлогом был удалён из Мадрида: его назначили генерал-губернатором Гранады. Во время Либерального трехлетия генерал Эгия, которого либералы особенно ненавидели, был вынужден бежать во Францию. После возвращения к королю Фердинанду, в результате французской интервенции (1823), всей полноты власти, король снова увидел в генерале Эгиа преданного (хотя и недалёкого) сторонника, вознаградил его чином генерал-капитана (фельдмаршала) и графским титулом (то и другое — в 1823), но более не поручал ему серьёзных задач.
Скончался Эгиа в 1827 году в Мадриде.